# Apanteles bakeri
Apanteles bakeri är en stekelart som beskrevs av Wilkinson 1932. Apanteles bakeri ingår i släktet Apanteles och familjen bracksteklar. Inga underarter finns listade i Catalogue of Life.